# Большой Исток (Вологодская область)
Большой Исток — деревня в Череповецком районе Вологодской области.
Входит в состав Судского сельского поселения, с точки зрения административно-территориального деления — в Судский сельсовет.
Расстояние по автодороге до районного центра Череповца — 50 км, до центра муниципального образования Суды — 8 км. Ближайшие населённые пункты — Малое Ново, Малый Исток, Большое Ново.
По переписи 2002 года население — 11 человек.